# 维索科戈尔内
维索科戈尔内（羅馬化：Vysokogornyy）是俄罗斯哈巴罗夫斯克边疆区的市级镇，为瓦尼诺区规模最小的市级镇。地处哈巴罗夫斯克边疆区东南部，位于图姆宁河一支流穆利河（Мули）河畔，在区行政中心瓦尼诺西北、边疆区首府哈巴罗夫斯克（伯力）东北方。附近城市有阿穆尔河畔共青城和苏维埃港。
镇内设有同名铁路车站，位于阿穆尔河畔共青城－苏维埃港线上。
该地2022年人口有2,726人；2010年人口3,376；2002年人口4,044；1989年人口4,244。